# Стейси, Эшли
Эшли Стейси (англ. Ashley Steacy, родилась 23 апреля 1989 года) — канадская регбистка, игрок женских сборных Канады по регби-15 и регби-7.

## Биография

### Семья и увлечения
Родители — Лорн и Дайан Пэтцер, есть старшие братья Дастин и Эндрю, младшая сестра Шери. Муж — Шон Стейси, брат легкоатлетов Джима и Хизер Стейси, специализирующихся на метании молота. Увлекается походами, чтением и вязанием крючком. Коллекционирует стаканы, которые покупает в каждом городе и каждой стране, куда приезжает.

### Регбийная карьера
Регби занималась с 10 класса. Выпускница университета Летбридж (провинция Альберта), специальность — кинезиология. Трижды чемпионка Канады среди студентов и дважды регбистка года среди студентов. В 2007 году дебютировала за обе сборные Канады по регби-7 и регби-15. В 2009 году участвовала в чемпионате мира по регби-7 в ОАЭ за сборную Канады, в 2010 году — игрок на чемпионате мира по регби-15. В 2013 году в составе сборной Канады по регби-7 стала серебряным призёром чемпионата мира в Москве. Из-за травмы плеча пропустила почти весь сезон 2013/2014.
В сезоне 2014/2015 Стейси выступала за сборную Канады в Мировой серии по регби-7, войдя в символическую сборную и став лучшей регбисткой Канады в регби-7 по итогам 2014 года. В составе канадской сборной выиграла Панамериканские игры в Торонто в 2015 году: в её активе две попытки и девять успешных из всех 13 пробитых реализаций (итого 28 очков). Пропустила сезон 2015/2016 из-за разрыва внутренней крестообразной связки, однако с набранными 172 очками сохранила 5-е место в рейтинге бомбардиров сборной Канады в Мировой серии. Бронзовый призёр Олимпиады в Рио-де-Жанейро (очков не набирала).